# Michael Katz Krefeld
Michael Katz Krefeld (født 11. juli 1966 i Gammel Holte) er en dansk forfatter. Han er en af Danmarks mest populære krimiforfattere, og hans bøger er solgt til udgivelse i 20 lande. Han har skrevet 12 romaner, som har solgt langt over en million eksemplarer alene i Danmark.
Michael Katz Krefeld voksede op på den københavnske vestegn. Han har arbejdet på en lang række danske spillefilm, har skrevet og instrueret en række novellefilm og danske tv-serier, bl.a. Nikolaj og Julie (DR) og Nynne (TV3).
I 2007 debuterede han som krimiforfatter med Før Stormen, som blev efterfulgt af Pans hemmelighed med lægen Maja Holm og vicekommissær Katrine Bergman i hovedrollerne. Katrine Bergman optræder også i de to efterfølgende romaner, Protokollen og Sort sne falder. For Sort sne falder vandt han i 2012 Harald Mogensen-prisen.
I 2013 udkom Afsporet med tidligere betjent Thomas Ravnsholdt som den cool privatdetektiv Ravn, som bor på en båd i Christianshavn med sin hund Møffe. Bogen er først bind i Ravn-serien, som bliver på 10 bind. Parallelt skriver han også på en trilogi om den hårdtslående politikommissær Cecilie Mars.